# يوأنس الثاني (بابا الإسكندرية)
في يوم 22 مايو سنة 516 م تنيح البابا القديس الأنبا يوأنس الثاني البطريرك الثلاثون من باباوات الكرازة المرقسية. وكان قد ترهب منذ حداثته واجهد نفسه بكل أنواع الجهاد وأقام في مكان منفرد، وزاد في نسكه وتقشفه فذاع صيته لعلمه وتقواه فأختير لبطريركية المدينة العظمي الإسكندرية في 3 بؤونه سنة 221 ش (29 مايو سنة 505 م)
كتب ميامر وعظات كثيرة وكانت الكنيسة في أيامه في هدوء وسلام وساعد على ذلك تربع الملك البار الأرثوذكسي أنسطاسيوس على أريكة الملك وكان يجلس على كرسي أنطاكية في ذلك الحين القديس ساويرس الذي كتب إلى الأنبا يؤانس رسالة في الاتحاد قال فيها : " أن المسيح إلهنا من بعد الاتحاد طبيعة واحدة مشيئة واحدة من غير افتراق. وأنه يؤمن بإيمان الأب كيرلس والأب ديسقورس "
ولما تلقي الأنبا يؤانس هذه الرسالة فرح بها هو والأساقفة ثم أرسل له جوابها برسالة مملوءة من نعمة الإيمان شاهدة بوحدانية جوهر الله وتثليث صفاته وبتجسد الابن الأزلي بالطبيعة البشرية وأنهما بالاتحاد واحد لا اثنان ومبعدا كل من يفرق المسيح أو يمزج طبيعته وكذا كل من يقول ان المتألم المصلوب المائت عن البشر إنسان : أو يدخل الآلام والموت على طبيعة اللاهوت وأن الإيمان المستقيم هو أن نعترف أن الله الكلمة تألم بالجسد الذي اتحد به منا ولما قرأها الأنبا ساويرس قبلها أحسن قبول وأذاعها في أنحاء كرسي أنطاكية وظل هذا البابا مهتما برعيته وحارسا لها مدة عشر سنوات واحد عشر شهرا وثلاثة وعشرين يومًا. ثم تنيح بسلام